# Margaritopsis boliviana
Margaritopsis boliviana är en måreväxtart som först beskrevs av Paul Carpenter Standley, och fick sitt nu gällande namn av Charlotte M. Taylor. Margaritopsis boliviana ingår i släktet Margaritopsis och familjen måreväxter. Inga underarter finns listade i Catalogue of Life.